# Papilio ophidicephalus
Papilio ophidicephalus är en fjärilsart som beskrevs av Charles Oberthür 1878. Papilio ophidicephalus ingår i släktet Papilio och familjen riddarfjärilar.
Artens utbredningsområde är Tanzania. Inga underarter finns listade i Catalogue of Life.